# Eduarda Amorim
Eduarda Idalina „Duda” Amorim (n. 23 septembrie 1986, Blumenau, Santa Catarina, Brazilia) este o handbalistă braziliană care joacă pentru clubul român CSM București pe postul de intermediar stânga. Eduarda este sora mai mică a handbalistei Ana Amorim.

## Biografie

### Echipe de club
Încurajată de sora mai mare, Amorim a început să joace handbal la vârsta de 11 ani, în Colégio Barão do Rio Branco. Ea s-a mutat la Metodista/São Bernardo în 2002, la invitația lui Silvio Rodriguez, care a remarcat-o în timpul jocurilor pentru tineret de la Recife. În acel sezon, Eduarda Amorim a devenit împreună cu echipa ei finalista campionatului.
Doi ani mai târziu, când evolua pentru USCS/São Caetano, Amorim a câștigat campionatul de junioare al statului São Paulo după un maraton al meciurilor, jucând în paralel pentru echipele de junioare, tineret și senioare.
Amorim s-a transferat în Europa în februarie 2006, alăturându-se surorii ei la Kometal Skopje, echipa capitalei Macedoniei. Eduarda a petrecut trei sezoane și jumătate alături de Kometal, până când clubul s-a confruntat cu importante probleme financiare și a fost silit să renunțe la câteva handbaliste cheie pentru a își reduce cheltuielile.
Amorim s-a transferat în Ungaria, semnând cu Győri Audi ETO KC, pe 23 februarie 2009. Alături de echipa maghiară, ea a obținut de două ori cel mai important trofeu rezervat cluburilor, Liga Campionilor EHF.

### Echipa națională
Internaționala braziliană a câștigat medalia de aur la Jocurile Panamericane din 2007, desfășurate în țara sa natală. De asemenea, ea a participat la Jocurile Olimpice din 2008, găzduite de China, unde echipa Braziliei s-a clasat a noua. În 2013, Amorim a câștigat Campionatul Mondial din Serbia și a fost declarată jucătoarea competiției (MVP).

## Palmares
- Campionatul Braziliei:
  - Medalie de argint: 2002

- Campionatul Macedoniei:
  - Câștigătoare: 2005, 2006, 2007, 2008

- Cupa Macedoniei:
  -  Câștigătoare: 2005, 2006, 2007, 2008

- Campionatul Ungariei:
  - Câștigătoare: 2009, 2010, 2011, 2012

- Cupa Ungariei:
  -  Câștigătoare: 2009, 2010, 2011, 2012

- Liga Campionilor EHF:
  -  Câștigătoare: 2013, 2014, 2017, 2018, 2019
  - Finalistă: 2012
  - Semifinalistă: 2010, 2011

- Jocurile Panamericane:
  - Câștigătoare: 2007, 2011

- Campionatul Mondial:
  -  Câștigătoare: 2013

- Campionatul Panamerican:
  - Câștigătoare: 2007, 2011, 2013
  - Medalie de argint: 2009

- Campionatul Sud-American:
  - Câștigătoare: 2013

## Premii și distincții
- Cel mai bun apărător al ultimei decade
- Intermediarul stânga al All-Star Team la Campionatul Mondial pentru Junioare: 2005
- MVP la Campionatul Mondial: 2013
- Intermediarul stânga al All-Star Team în Liga Campionilor EHF: 2014
- Cel mai bun jucător al anului-IHF - 2014[8]